# Ueli Bühler (Alpinist, 1961)
Ueli Bühler (* 29. April 1961 in Schwanden) ist ein Schweizer Bergsteiger und Bergführer aus Schwanden bei Sigriswil.
Zu Bühlers Leistungen in den Alpen zählt unter anderem der Erstdurchstieg der Westwand des Schlossbergs im Alleingang im Jahr 1981. Am 25. August des gleichen Jahres durchstieg er in achteinhalb Stunden die Heckmair-Route der Eiger-Nordwand und hielt damit für ein Jahr den Rekord für den schnellsten Durchstieg. Andere bemerkenswerte Touren sind die grösstenteils ohne Selbstsicherung ausgeführten Alleingänge der Cassin-Route am Piz Badile und  des direkten Westpfeilers am Wetterhorn.
Im Himalaya gelang Bühler die Erstbesteigung des Südgipfels des Nanga Parbat (8042 m) nach dem Erstdurchstieg des Südostpfeilers der Rupalwand im Jahr 1982.